# سنان جولر
سنان جولر (بالتركية: Sinan Güler)‏ مواليد 8 نوفمبر 1983، هو لاعب كرة سلة تركي ويحمل الرقم 32. يبلغ طوله 6 قدم 3.75 بوصة (1.9 م).

## فرق لعب لها
- غلطة سراي لكرة السلة

## الميداليات
| الميدالية | المسابقة                         |
| --------- | -------------------------------- |
| فضية      | بطولة كأس العالم لكرة السلة 2010 |
| برونزية   | ألعاب البحر الأبيض المتوسط 2009  |

## روابط خارجية
- سنان جولر على موقع الاتحاد الدولي لكرة السلة (الإنجليزية)
- سنان جولر على موقع الدوري الأوروبي لكرة السلة (الإنجليزية)
- سنان جولر على موقع كرة السلة الأوروبية.كوم (الإنجليزية)
- سنان جولر على موقع ريلجم (الإنجليزية)
- سنان جولر على موقع بروبوليرز (الإنجليزية)
- سنان جولر على موقع سبورتس رفرنس (الإنجليزية)